# ロベルト1世 (パルマ公)
ロベルト1世（Roberto I, 1848年7月9日 - 1907年11月16日）は、パルマ公国の君主としての最後のパルマ公（在位：1854年 - 1860年）。カルロ3世とその妃でフランス王族ベリー公シャルルの娘であるルイーズ・マリー・ダルトワの長男。

## 生涯
トスカーナ大公国のフィレンツェで生まれる。父カルロ3世が1854年に暗殺されたため、母の摂政の下に6歳でパルマ公に即位した。1860年、12歳の年にパルマ公国は住民投票によりサルデーニャ王国への併合が決定され、ロベルトは君主の地位を退いた。サルデーニャ王国は翌1861年にイタリア王国となった。

## 家族
1869年、両シチリア王フェルディナンド2世の娘マリーア・ピアと結婚し、12子をもうけた。血縁関係が近かったためか、多くの子が夭折または障害児だったが、ロベルトは健常児と分け隔てなく子供たちを愛した。マリーア・ピアは1882年に最後の子を死産した後、死去した。
- マリア・ルイーザ（1870年 - 1899年） - ブルガリア王フェルディナント妃。ボリス3世の母。
- フェルディナンド（1871年）
- ルイーザ・マリア（1872年3月24日 - 1943年6月22日）
- エンリコ（1873年 - 1939年） - （名目上の）パルマ公（1907年 - 1939年）
- マリア・インマコラタ（1874年 - 1914年）
- ジュゼッペ（1875年 - 1950年） - （名目上の）パルマ公（1939年 - 1950年）
- マリア・テレーザ（1877年10月9日 - 1959年1月25日）
- マリア・ピア（1877年 - 1915年）
- ベアトリーチェ（1879年 - 1946年）
- エリアス（1880年 - 1959年） - （名目上の）パルマ公（1950年 - 1959年）
- マリア・アナスタシア（1881年）
- アウグスト（死産、1882年）

1884年、ポルトガルの廃王ミゲル1世の娘マリア・アントニエッタ（マリーア・アントーニア）と再婚し、さらに12子をもうけた。エンリケッタが幼少期の転落事故で聾唖となった以外は、健常児だった。
- マリア・デッレ・ネーヴェ・アデライーデ（1885年 - 1959年）
- シスト（シクストゥス、シクスト、1886年 - 1934年） - 第一次世界大戦におけるオーストリア単独講和の秘密交渉の中心人物として知られる。
- サヴェリオ（グザヴィエ、ハビエル、1889年 - 1977年） - （名目上の）パルマ公（1974年 - 1977年）。またカルリスタの一派がスペイン王位請求者に推した。
- フランチェスカ（1890年 - 1978年）
- ツィタ（1892年 - 1989年） - オーストリア皇帝カール1世皇后。
- フェリーチェ（フェリックス、1893年 - 1970年） - ルクセンブルク女大公シャルロットと結婚。
- レナート（ルネ、1894年 - 1962年）
- マリア・アントニア（1895年 - 1937年）
- イザベッラ（1898年 - 1984年）
- ルイージ（ルイ、1899年 - 1967年）
- エンリケッタ（1903年 - 1987年）
- ガエターノ（ガエタン、1905年 - 1958年）